# 3 (Цілком таємно)

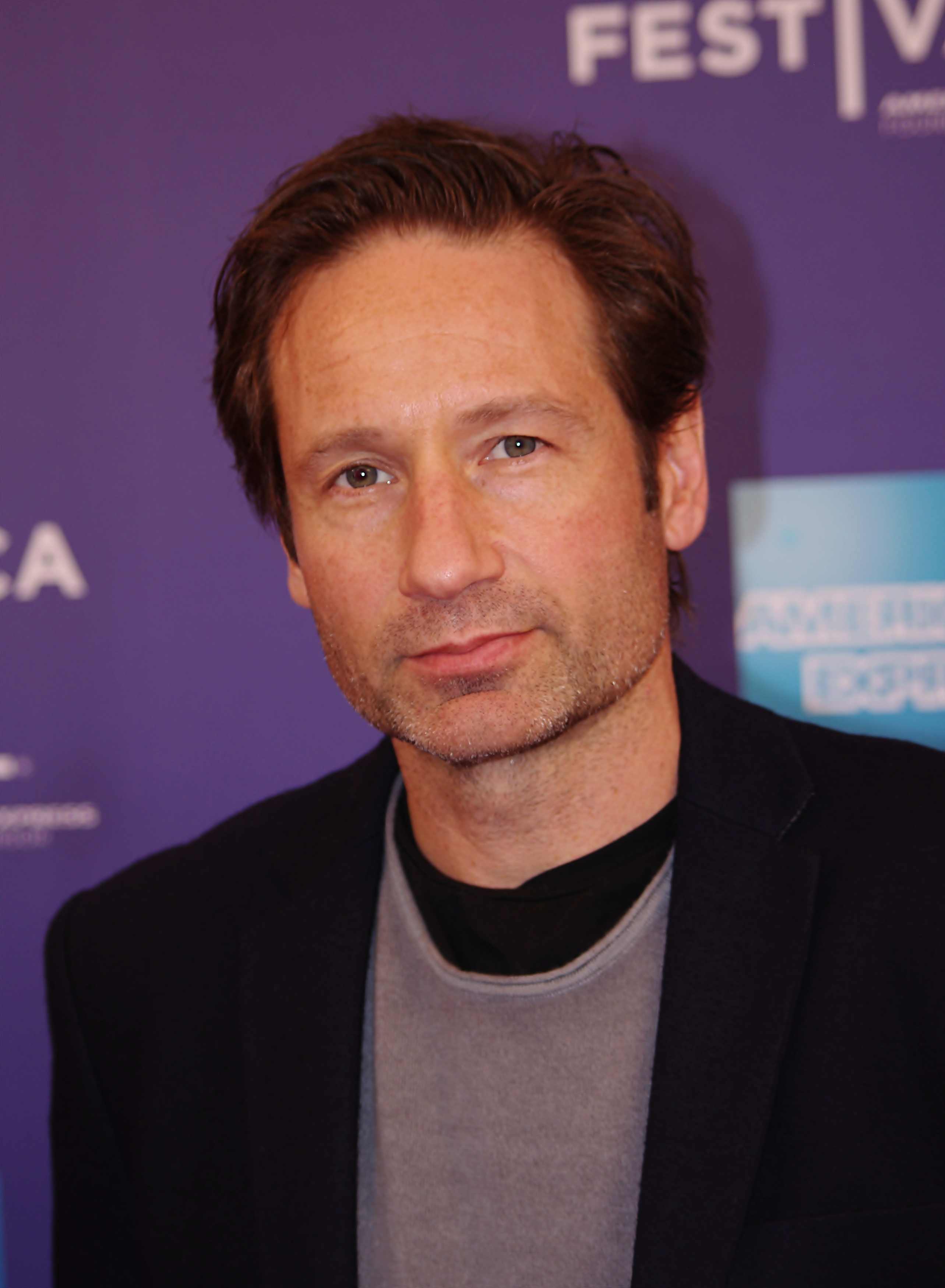

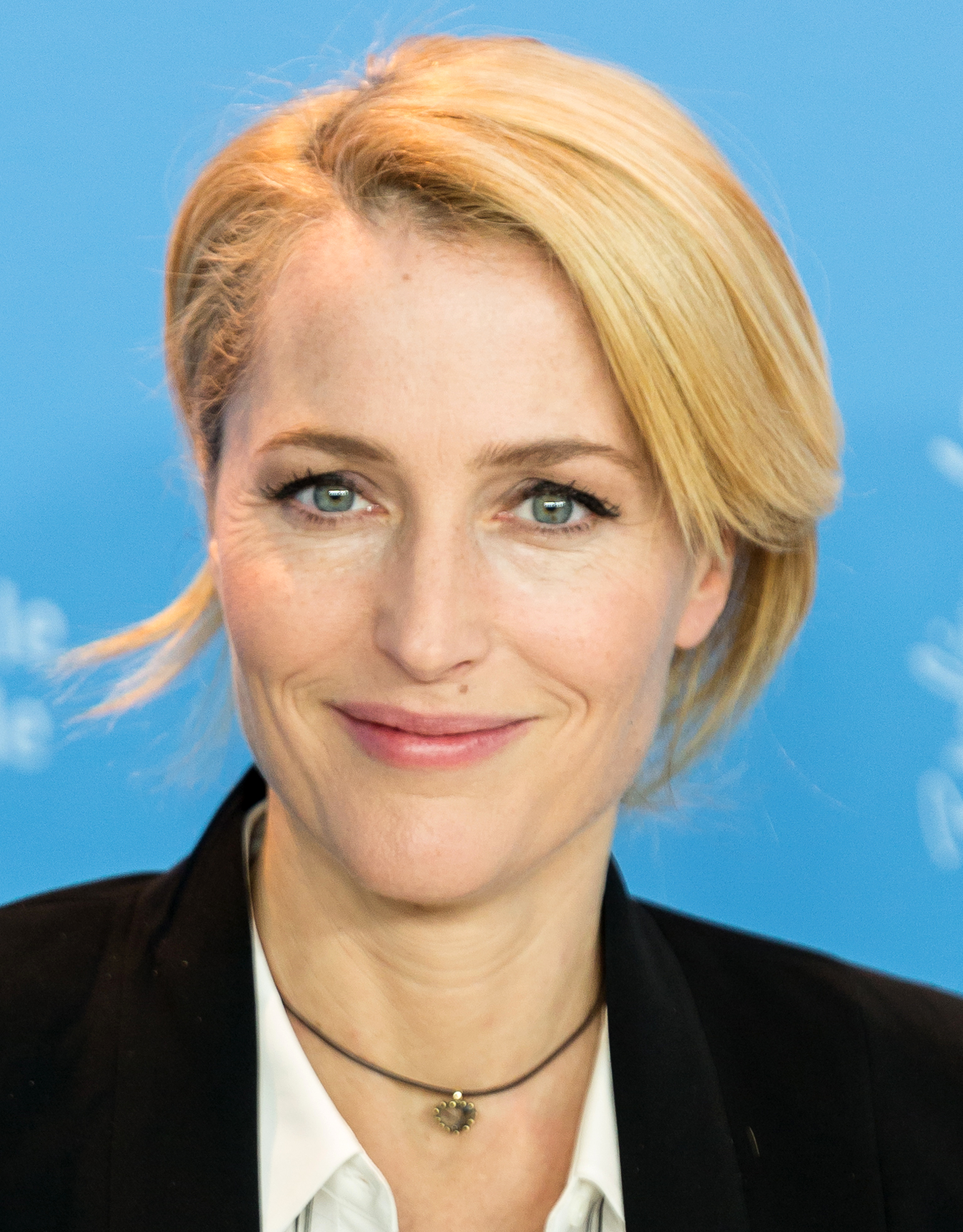

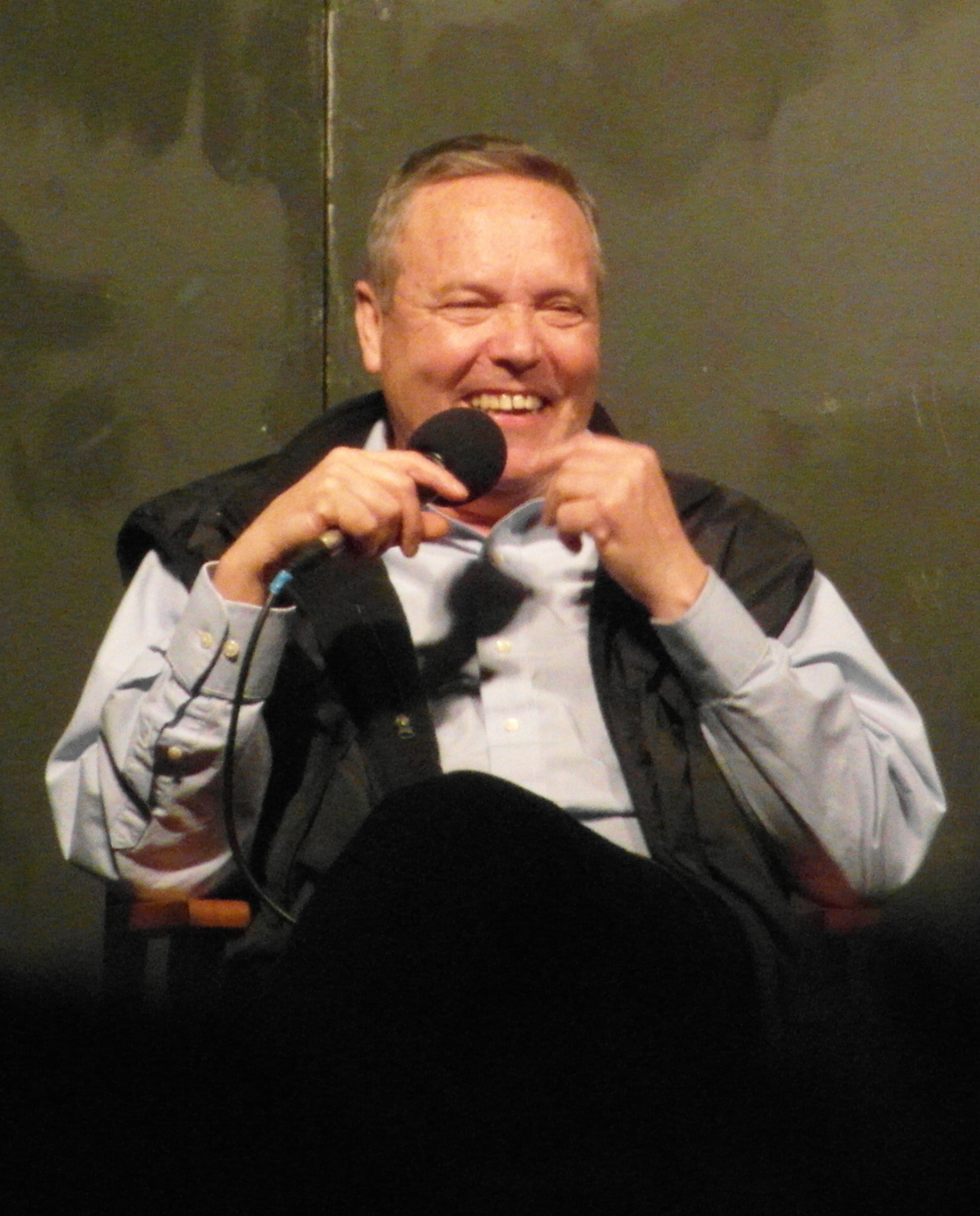

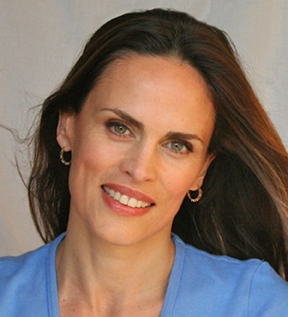

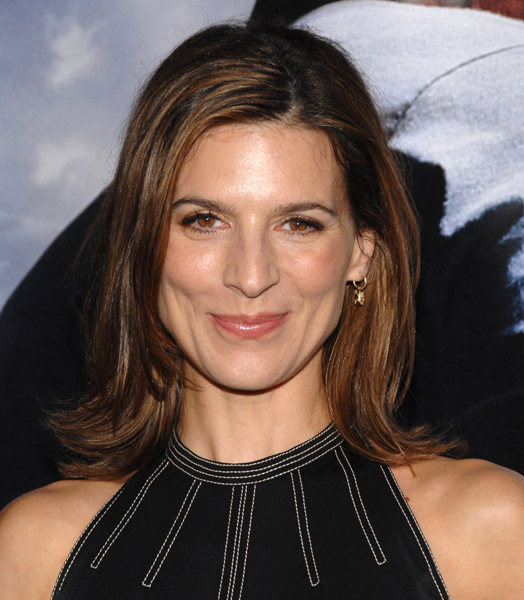

«3» (англ. 3) — сьома частина другого сезону серіалу «Цілком таємно» («Секретні матеріали»).

## Зміст
У Лос-Анджелесі в Голлівуд-Гіллс бізнесмен середніх років Гарретт Лорр усамітнюється в своєму будинку з незнайомкою, яку зустрів на вечірці. Під час їх занять любов'ю в джакузі, жінка кусає Лорра в шию, щоб випити його кров. До жінки приєднуються двоє чоловіків, які допомагають їй вбити Гарретта, багаторазово проштрикуючи його шприцями із порожніми голками.
Наступного дня у Вашингтоні Малдер заходить в своє опечатане приміщення, розконсервовує його, дістає папку із грифом «Цілком таємно», поміщає посвідчення зниклої Скаллі в архів «Секретних матеріалів» — в папку з ім'ям Дейни, при цьому залишивши собі її натільний хрестик. По телефону його викликають в Лос-Анджелес, на місці вбивства Лорра зустрічається з детективами лос-анджелеського поліцейського управління, які розслідують цю справу. З'ясовується, що останні три місяці Малдер відстежував вбивства з подібним почерком, які відбувалися також в двох сусідніх штатах. Швидко знаходячи докази і пояснюючи поліцейському їх призначення або сенс для вбивць, які, на думку Малдера, самі себе вважають «Нечестивою Трійцею», на прохання проведення спільного розслідування агент відмовляє. За його теорією, вбивці скоро зникнуть, але поки вони не завершили свій цикл вбивств в цьому місті, один з них повинен працювати там, де у нього по службі буде вільний доступ до крові.
Обдзвонивши місцеві банки крові під несправжнім іменем, Малдер дізнається, що в одному з них недавно був найнятий нічний сторож. Приїхавши в цей банк, Малдер заарештовує сторожа, піймавши його, коли той п'є кров в коморі. Тортуруючи під час допиту світлом, підозрюваний розповідає Малдеру, щналежить до трійці вампірів, які жадають безсмертя. Його псевдонім — «Син», що решту двох — чоловіка і жінку звати «Батько» і «Несвятий дух». Малдер не вірить в те, що говорить «Син». Однак на сході «Син» вмирає від страшних опіків, коли його тіло ледь зачіпає сонячний промінь з вікна. Малдер виявляється захоплений зненацька, так як був впевнений, що вампіри існують тільки в міфах. Під час огляду тіла «Сина» Малдер виявляє татуювання клубу «Тепес» — місцевого закладу з вампірською тематикою. Там він перетинається з молодою жінкою на ім'я Крістен Кіллар, яку починає підозрювати у вживанні крові. Вона повідомляє, що Фоес втратив друга.
Агент йде слідом за Крістен, коли вона і інший відвідувач клубу, Девід Янг, залишають заклад, вирушаючи в закритий ресторан. Бачачи через вікно їх прелюдію, Малдер випадково видає себе. Крістен утікає, а Янг, прийнявши Малдера за збоченця, приголомшує його ударом в обличчя. Повернувшись в ресторан, Янг піддається атаці трьох убивць.
Малдер вивчає матеріали, перевіряючи Крістен, і виявляє, що в минулому вона жила у Мемфісі і Портленді — місцях скоєння попередніх вбивств. Малдер допомагає лос-анджелеськоій поліції розшукати будинок Крістен, де вони виявляють різноманітні атрибути, пов'язані з кров'ю. Обманом випровадивши поліцію з дому, Малдер залишається чекати Крістен. Крістен, що повернулася, говорить Малдеру про зустріч із «Сином», відомого тоді, як Джон, в Чикаго, і що вони випили крові один одного. Пізніше вона втекла від Джона, а той об'єднався з «Несвятою трійцею». Малдер і Крістен з'єднуються в довгому поцілунку, в той час як за ними через вікна спостерігає живий «Син».
Вранці «Син» стикається з Крістен і каже їй, що убивши Малдера і випивши його крові, вона стане однією з «них». Крістен підкрадається до Малдера з ножем, але замість нього заколює «Батька», яка ховається в спальні. «Син» нападає на Малдера, але той долає і пов'язує вампіра. Разом з Крістен вони намагаються втекти на машині, але виявляються атаковані в гаражі «Несвятим духом». Крістен вбиває вампірицю, штовхнувши її машиною на дерев'яний штир, що стирчав із стіни. Обманом змусивши Малдера вибігти назовні, Крістен повертається всередину і розливає всюди бензин з каністри, незважаючи на нестямні крики «Сина». Підпалюючи будинок, вона віддає власне життя, щоб убити інших вампірів. Через кілька годин пожежники виявляють під уламками чотири тіла, тоді як Малдер, сидячи віддалік, дивиться на натільний хрестик Скаллі.

## Знімались
| Актор              | Роль           |
| ------------------ | -------------- |
| Девід Духовни      | Фокс Малдер    |
| Джилліан Андерсон  | Дейна Скаллі   |
| Перрі Рівз         | Крістен Кілар  |
| Жюстіна Вейл Еванс | «Несвятий Дух» |
| Том Макбіт         | детектив Гвінн |
| Малкольм Стюарт    | Карвер         |
| Бред Лорі          | пожежник       |

Ця частина стала першим епізодом в історії серіалу, в якому не було Скаллі — Джилліан Андерсон не могла брати участь в зйомках в той період через народження своєї старшої дочки Пайпер.